# معركة كورزولا
معركة كورزولا هي معركة بحرية دارت في 9 سبتمبر 1298 بين أساطيل جنوة والبندقية؛ كانت كارثة بندقية ونكسة كبيرة من بين العديد من المعارك في القرنين الثالث عشر والرابع عشر بين بيزا وجنوة والبندقية في سلسلة طويلة من الحروب من أجل السيطرة على تجارة البحر الأبيض المتوسط وبلاد الشام.